# Kaplica św. Anny na Rogu w Zaworach
Kaplica św. Anny (przed 1945 niem. St. Anna Kapelle, Annen Kapelle) – rzymskokatolicki kościół wotywny parafii Świętej Rodziny w Chełmsku Śląskim wzniesiony na górze Róg w Zaworach w diecezji legnickiej.

## Położenie
Znajduje się w południowo-zachodniej Polsce, w północnej części Gór Stołowych w Sudetach Środkowych w paśmie Zaworów na zachodnim zboczu góry Róg na wysokości 575 m n.p.m. w odległości 1,5 km od Chełmska Śląskiego. 

## Opis

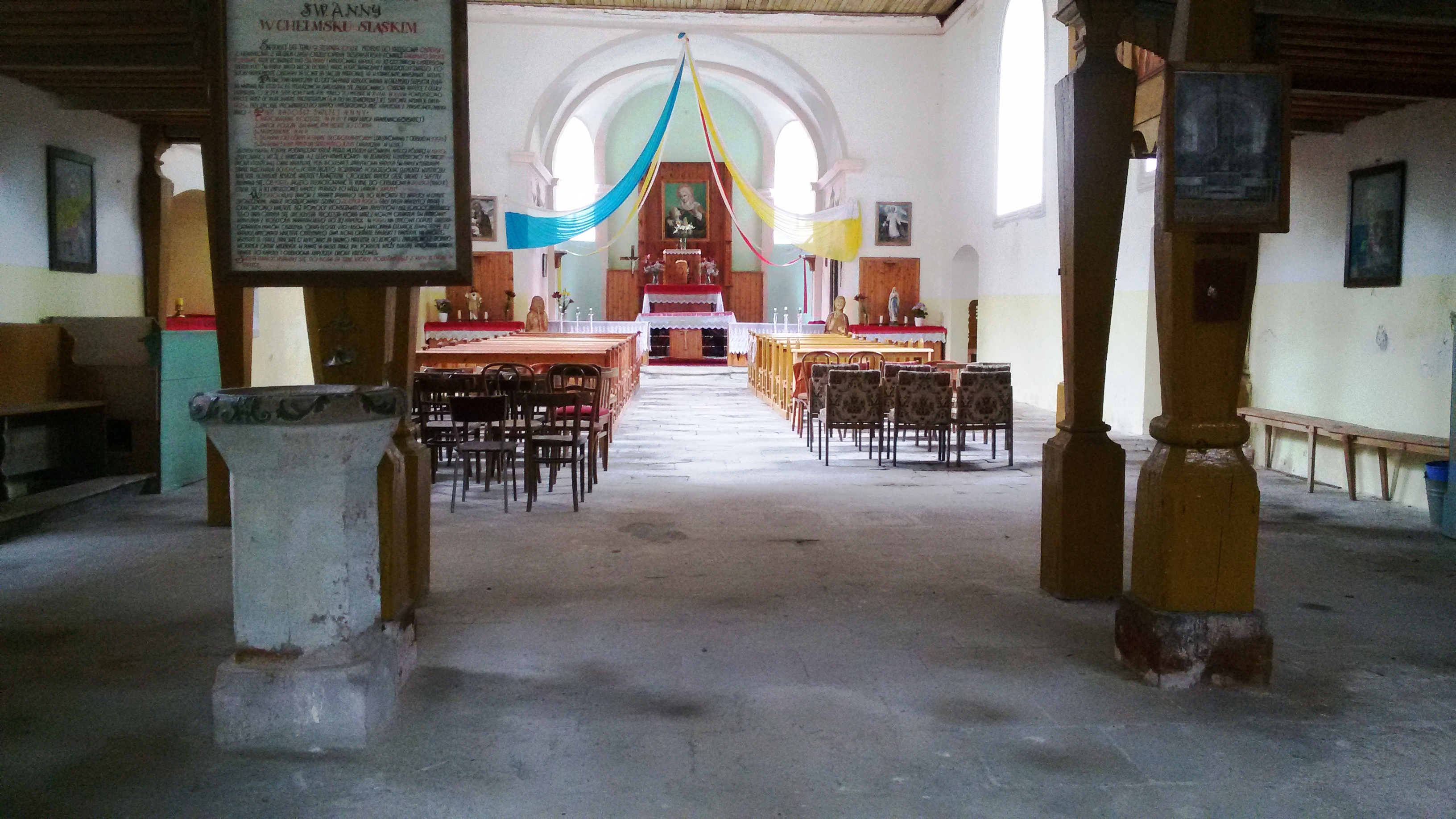
Nawa główna z prezbiterium

Barokowa kaplica, z wydzielonym prezbiterium z 1785 r. Budynek prostokątny z kamienia i cegły, jednonawowy, na osi nawy posiada neogotycką wieżę z 1890 r. z wejściem w przyziemiu. Fasada podzielona gzymsami. Wejście do kościoła w bocznej ścianie nawy. Okna w ścianach nawy zamknięte od góry łagodnym łukiem w opasce. Prezbiterium zamknięte wielobocznie. Nawę pokrywa dach dwupołaciowy. We wnętrzu skromne wyposażenie, m.in. chrzcielnica i ławki oraz obrazy świętych. W prezbiterium znajduje się współczesny obraz przedstawiający św. Annę trzymającą w ramionach swoją córkę. Kaplicę otaczają stacje Drogi krzyżowej.

## Historia

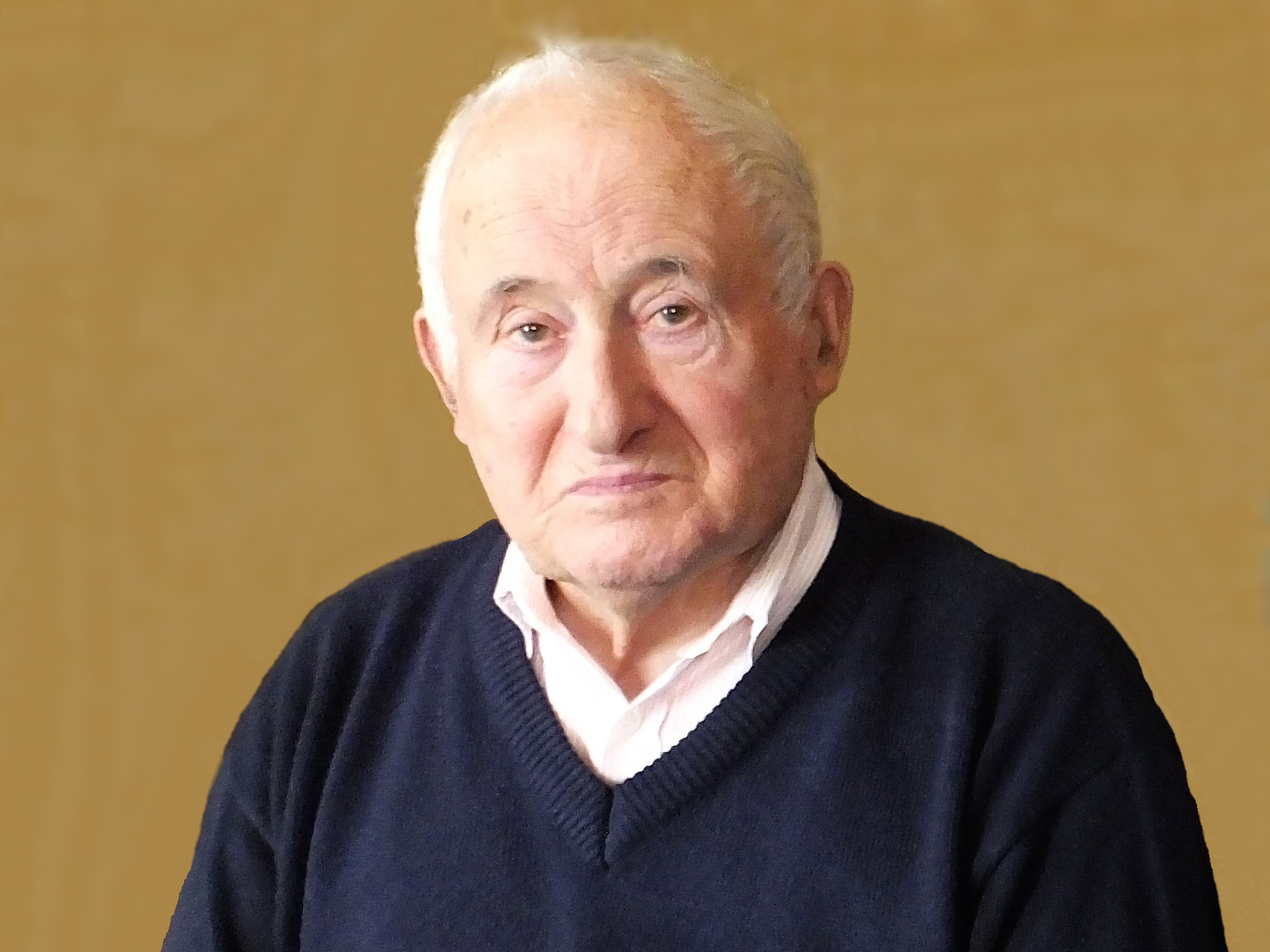
Ksiądz kanonik Władysław Sługocki (1932–2018)

Inicjatywa powstania pierwszej kapliczki związana jest z dziećmi, które zwróciły się 8 czerwca 1699 r. z prośbą do właściciela lasku, czy mogłyby w nim wybudować rodzaj kapliczki-pustelni na własne potrzeby. Obiekt sakralny szybko stał się miejscem licznych pielgrzymek. Obecna kaplica pochodzi z 1722 r., z zachowanym prezbiterium z 1785 r., została zbudowana w stylu barokowym i była kilka razy remontowana, swój ostateczny kształt przybrała w 1890 r. Zaprojektował ją M. Jentsch, architekt pochodzący z Jawiszowa. 
Historia kaplicy w dużej mierze związana jest z klasztorem w Krzeszowie, kiedy to klasztor propagował kult św. Anny. Kaplica została najprawdopodobniej zniszczona lub opuszczona podczas wojny trzydziestoletniej. Do 1810 r. należała do cystersów z Krzeszowa. 
Nieistniejący od 1945 r. ołtarz główny świątyni wykonał pracujący dla krzeszowskiego opactwa Joseph Anton Lachel.  Po II wojnie światowej kaplica została całkowicie ograbiona i poważnie zdewastowana. Dzięki staraniom ks. Władysława Sługockiego – kapelana sióstr benedyktynek z Krzeszowa i zaangażowaniu wiernych z Chełmska Śląskiego, Olszyn oraz okolic, od 1986 r. kaplicę stopniowo odbudowywano. W niedzielę 5 lipca 1998 r. o godz. 17.00 podczas uroczystej liturgii bp Tadeusz Rybak dokonał poświęcenia odnowionej kaplicy. Kaplica znowu żyje i staje się miejscem modlitwy oraz licznych pielgrzymek na szlaku.
Co roku w dzień odpustu św. Anny kaplica gromadzi wiernych z okolic oraz całej diecezji, a także Republiki Czeskiej. W sezonie letnim sprawowana jest w niej liturgia eucharystyczna.

## Mała architektura sakralna

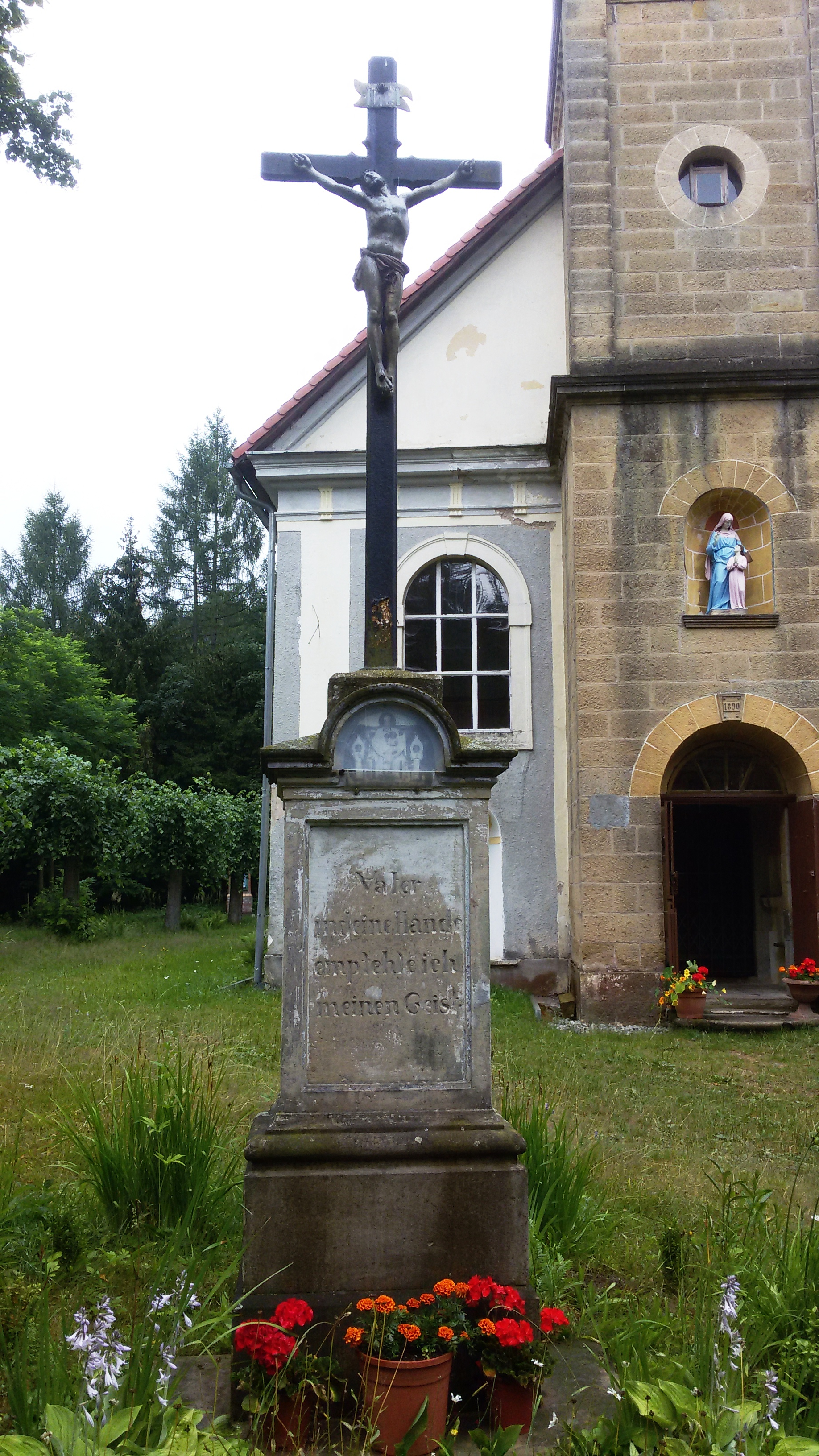
Krzyż przed kaplicą

Na tle kaplicy ustawiono w 1879 r. krzyż z piaskowca. Po latach został z niego oryginalny postument, do którego umocowano nowy prosty krzyż. Z przodu postumentu znajduje się wezwanie Zbawiciela skierowane do Ojca w języku niemieckim: „Ojcze, w ręce Twoje powierzam Ducha mego”. Na tylnej ściance podany fundator krzyża: „Ufundował Jan Reichelt w Chełmsku Śl. dnia 26 lipca 1879 r.”
Obok, na zewnątrz, wśród drzew, stoi kaplica Matki Boskiej Bolesnej z 1818 r., wzniesiona na 8-bocznym rzucie, nakryta namiotowym daszkiem. Naprzeciw kaplicy znajduje się domek pustelnika z 1818 r. Cały teren otoczony jest stacjami Drogi Krzyżowej. Droga procesyjna z Chełmska Śl. poprowadzona w XVIII w. Przy polnej drodze zaczynającej się w rejonie „7 Braci” ustawiono szereg smukłych kolumn na cokołach, zwieńczonych kapitelami. Na części zachowały się figury św. Anny i św. Anny z Matką Bożą i Chrystusem. Drogą procesyjną prowadzi niebieski szlak z Chełmska Śląskiego na Róg.

## Galeria

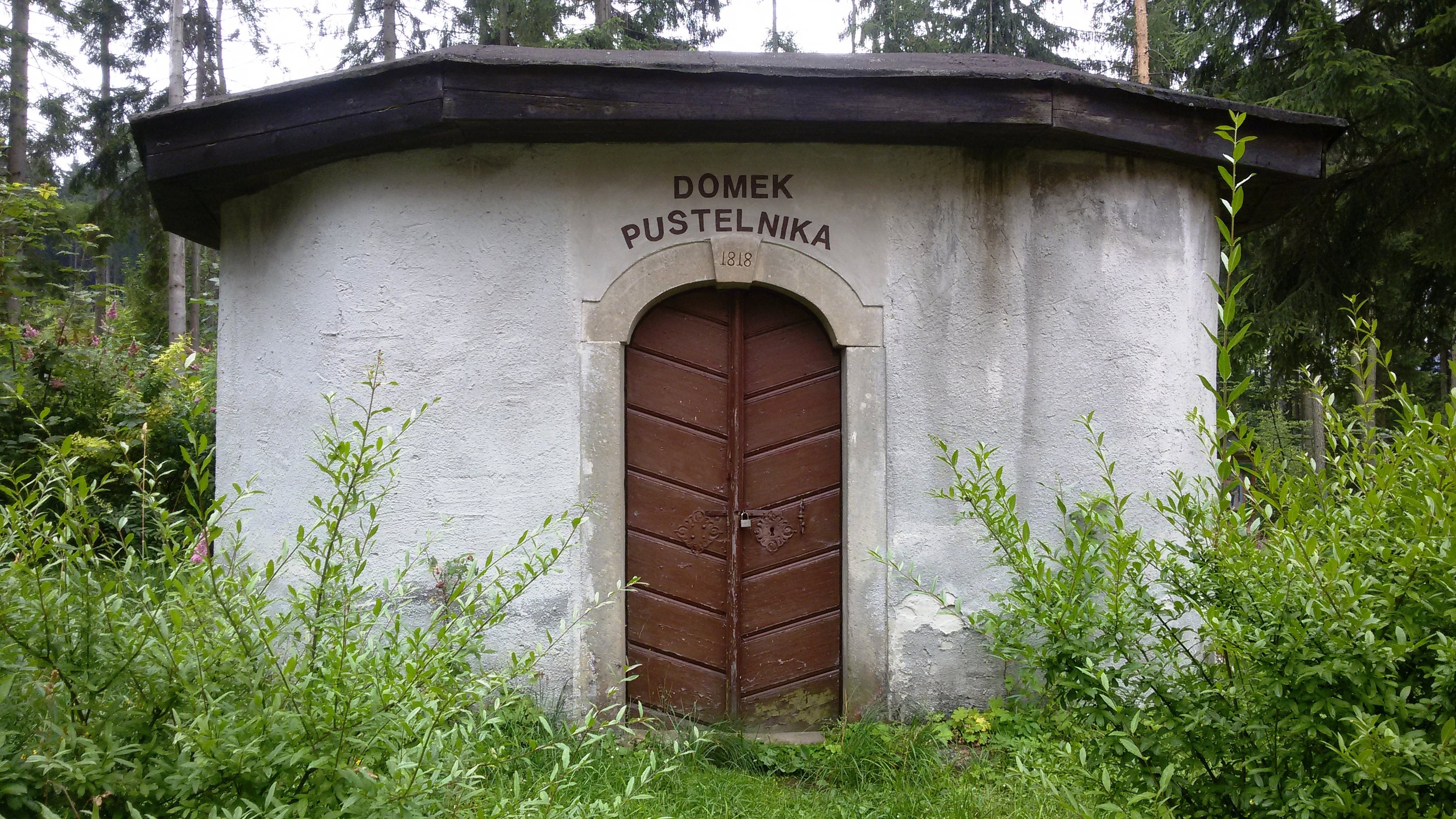
Domek pustelnika
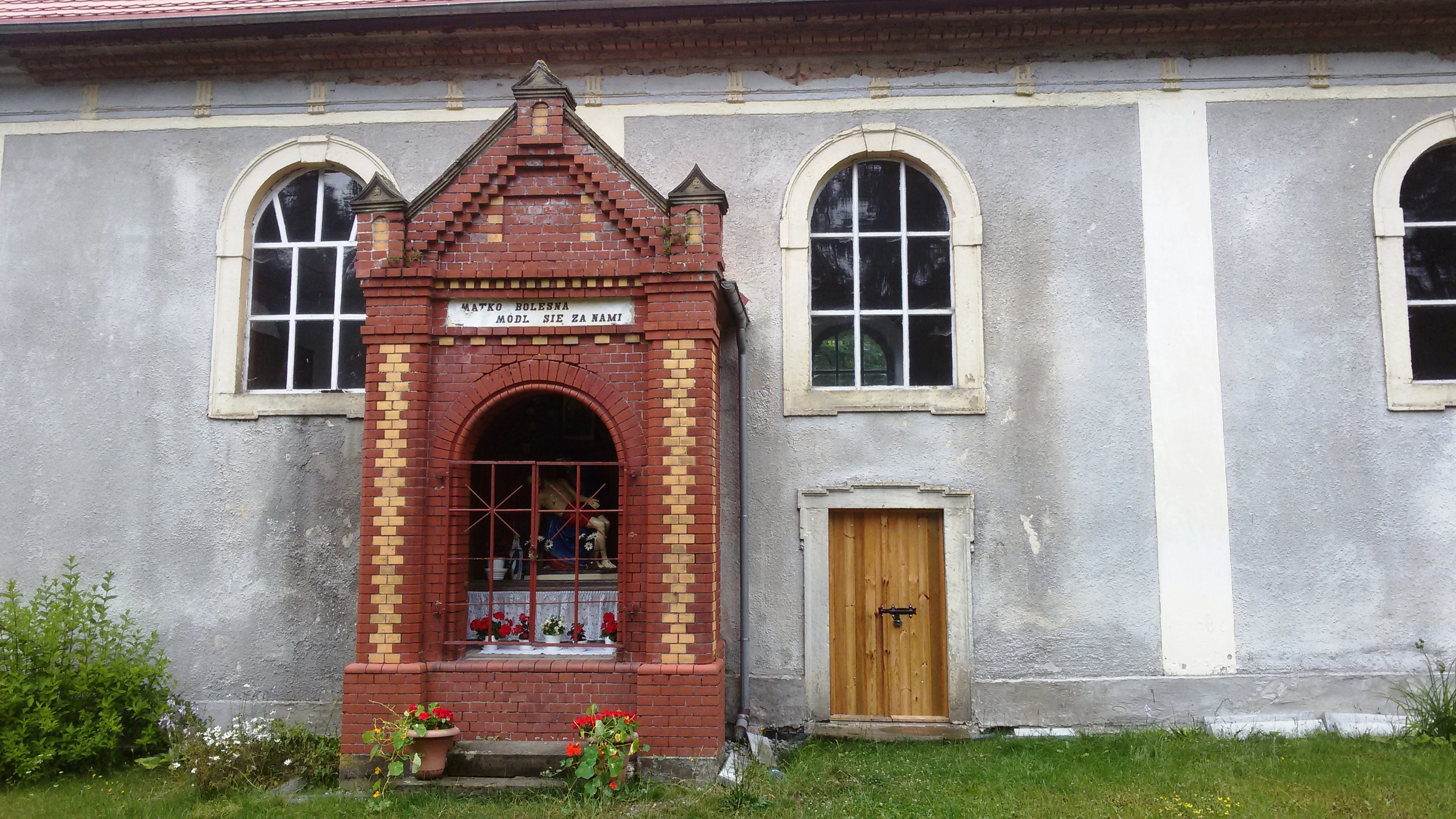
Kaplica MB Bolesnej
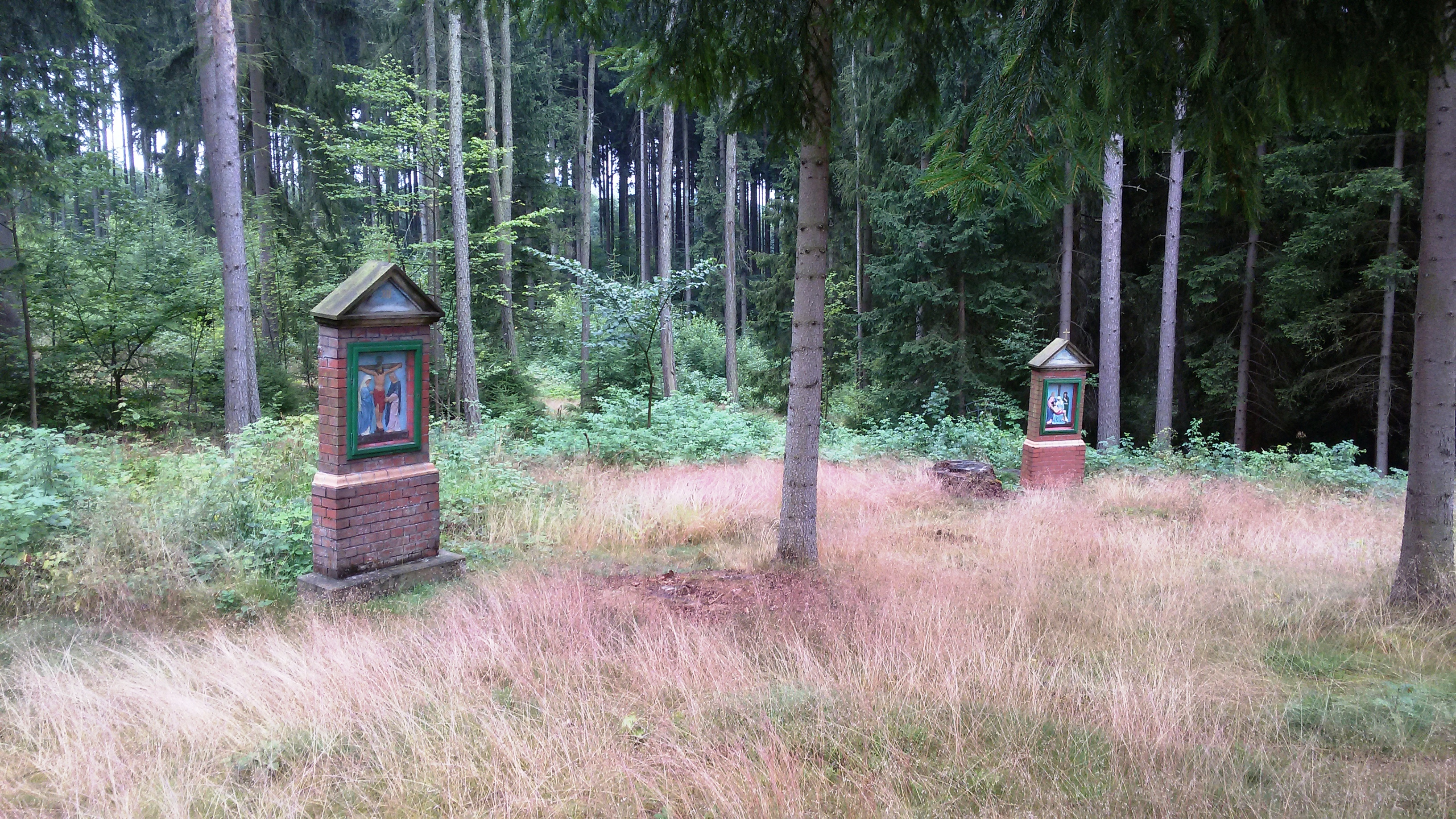
Fragment stacji Drogi Krzyżowej
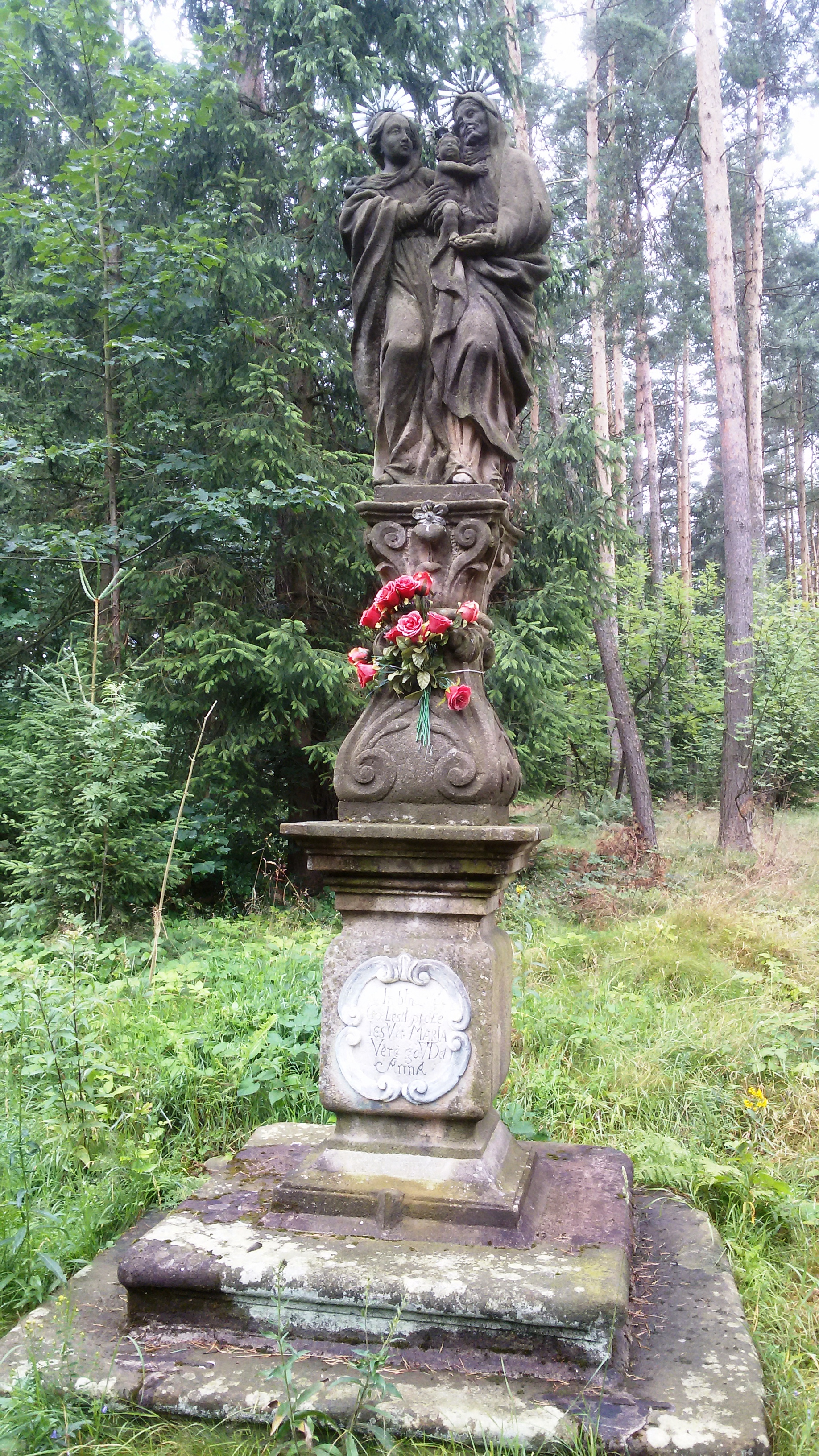
Jedna (ostatnia) z Pięciu Radości Świętej Anny
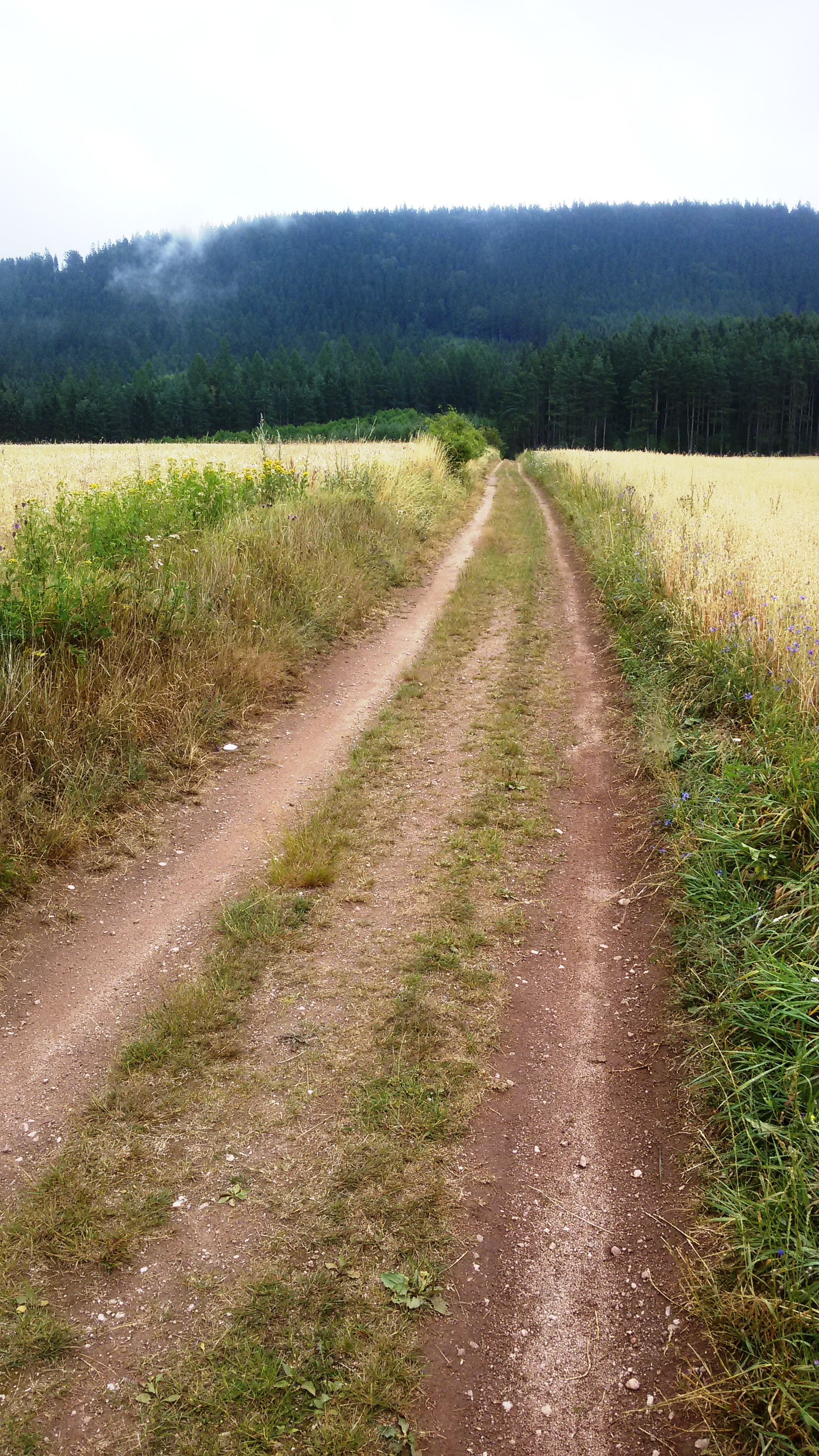
Droga prowadząca z Chełmska Śl. do kaplicy